# 실라노준쿠냐노
실라노준쿠냐노(이탈리아어: Sillano Giuncugnano)는 이탈리아 토스카나주 루카도에 있는 코무네이다. 2015년 1월 1일부로 실라노와 준쿠냐노 두 코무네가 통합되며 신설되었다.